# Jean Bodin

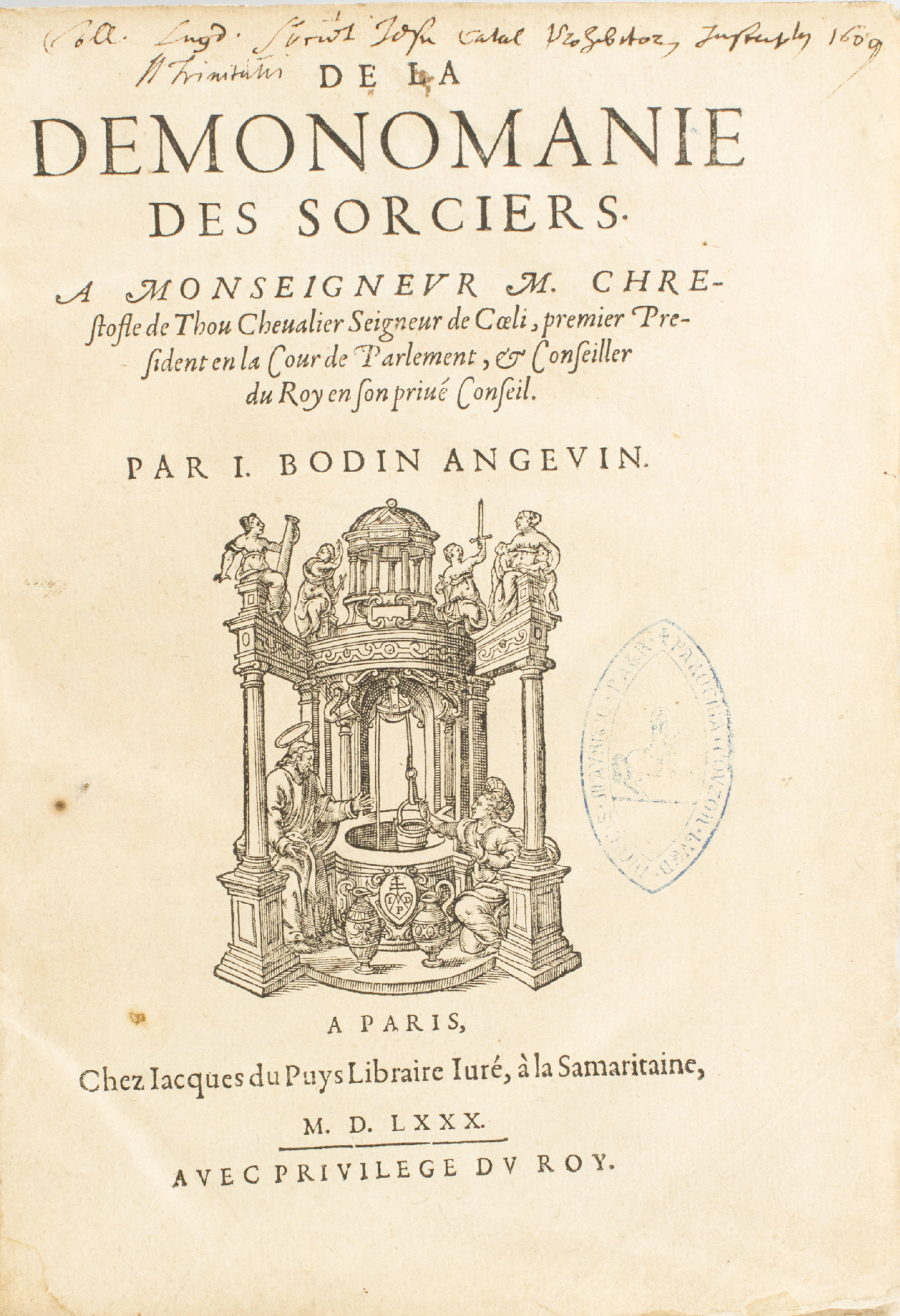
Strona tytułowa O demonomanii czarowników

Jean Bodin (ur. w 1530 w Angers, zm. w 1596 w Laon) – francuski prawnik, teoretyk państwa, polityk, twórca ideologii francuskiego absolutyzmu, zwolennik monarchii absolutnej, opracował nowożytne pojęcie suwerenności. Jego najbardziej znane dzieło to Sześć ksiąg o Rzeczypospolitej.
Napisał również dzieło w dziedzinie demonologii, które wywarło wpływ na nasilenie polowań na czarownice. Traktat ten nosi tytuł De la démonomanie des sorciers (O demonomanii czarowników) i zaleca ekstremalnie brutalne metody karania rzekomych czarownic.

## Życiorys
Pochodził z niezamożnej rodziny mieszczańskiej. W młodości przebywał w klasztorze karmelitów. Ukończył studia prawnicze na Uniwersytecie w Tuluzie. Był tam także wykładowcą. Około 1560 przeniósł się do Paryża, gdzie został adwokatem. Zajął się także pisarstwem i włączył w życie polityczne. Był podejrzewany o kalwinizm i ledwie uszedł z życiem z Nocy św. Bartłomieja.
Cieszył się poparciem Franciszka Walezjusza. Był zwolennikiem pogodzenia protestantów i katolików, później wstąpił jednak do Ligi Katolickiej. W 1576 został wybrany posłem do Stanów Generalnych z okręgu Blois. W tym samym roku ożenił się (w wieku 46 lat) z córką prokuratora królewskiego. Towarzyszył Franciszkowi Walezjuszowi w jego wyprawach do Anglii i Niderlandów. Zapoznał się wówczas z ustrojami tych państw. Po śmierci księcia Franciszka wrócił do Laon, gdzie w 1587 odziedziczył urząd prokuratora. Miał troje dzieci. Zmarł w 1596, mając 66 lat.

## Polski epizod Bodina
Bodin był tłumaczem dla polskiej delegacji w Paryżu, zabiegającej o powołanie na tron polski Henryka III Walezego. Być może napisał mowę powitalną na cześć polskich gości. Poznał wówczas Jana Zamoyskiego, który przybliżył mu ustrój Rzeczypospolitej. Bodin często powoływał się na przykład Polski w swoich pracach.

## Poglądy

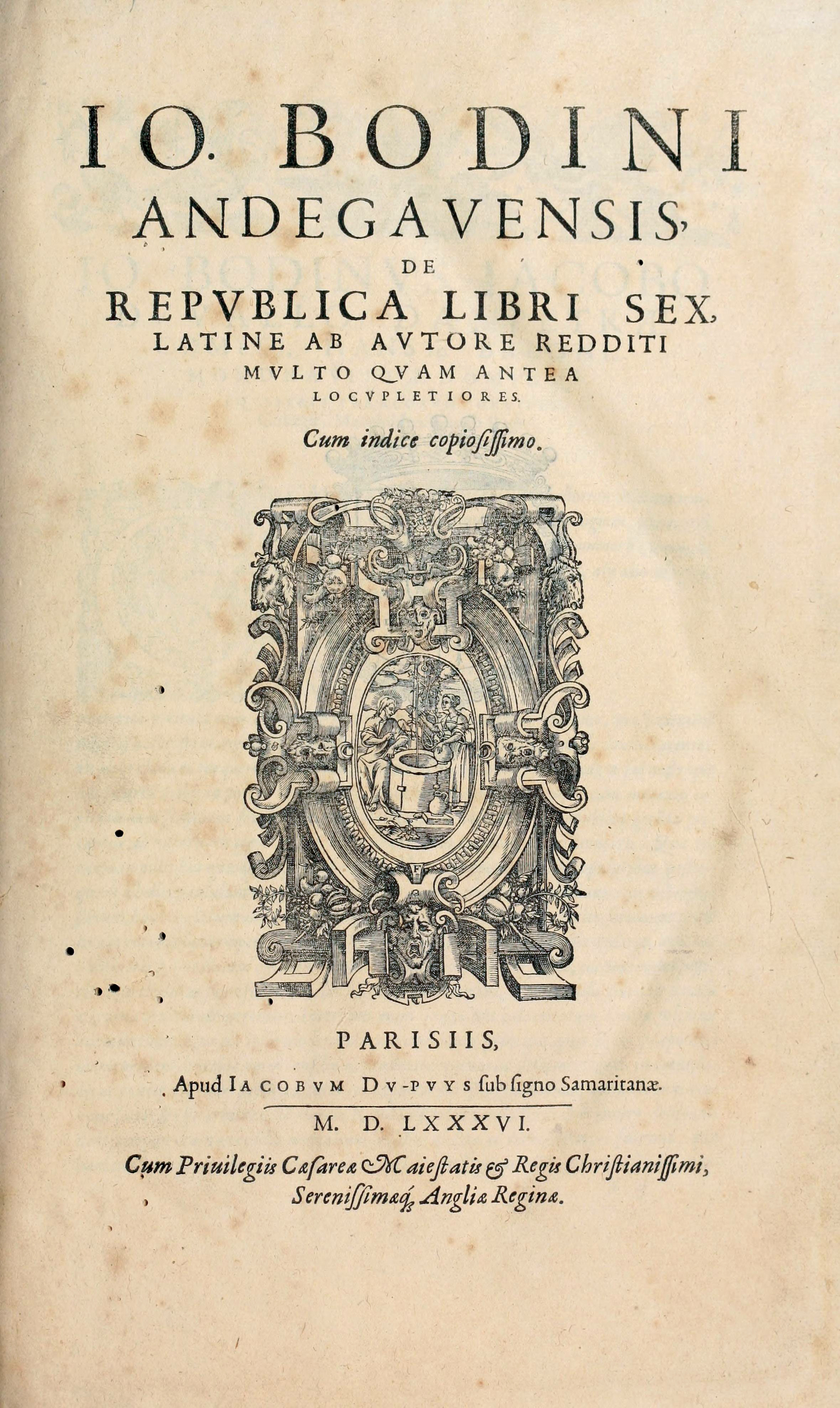
„Sześć ksiąg o Rzeczypospolitej” okładka wydania łacińskiego

Był zwolennikiem absolutnej władzy monarszej, a za najlepszy ustrój uważał monarchię. Jego poglądy stały się w późniejszym okresie podstawą teoretyczną monarchii absolutnej we Francji. Zajmował się też ekonomią, opowiadając się po stronie merkantylistów. Odrzucał pogląd, iż bogactwo krajów jest zależne tylko od posiadania cennych kruszców. Uważał, że stanowi o nim cała gospodarka.

### Suwerenność
Bodin przekonywał, że suwerenność to władza nad ludźmi, która jest absolutna, trwała, wieczna, niepodzielna i nieograniczona. Spaja państwo, zapewnia niezależność zewnętrzną i wewnętrzną. Najlepiej wyrażona zostaje w monarchii absolutnej. Władca suwerenny, to monarcha niekontrolowany przez nikogo. Suwerenność jest także nieograniczona w czasie, tzn. nie kończy się wraz ze śmiercią króla. Istotą suwerenności była więc moc tworzenia i znoszenia prawa (ale nie boskiego i naturalnego, lecz państwowego). Doktryna suwerenności, którą stworzył Bodin, opierała się na przesłankach renesansowych. Zgodnie z nimi wszyscy obywatele są jednakowo poddani władzy, a prawo ustanowione przez suwerena obowiązuje ich w równym stopniu. Odrzucał zarazem średniowieczny model monarchii, którego podstawą były stosunki lenne. Postulował stworzenie państwa scentralizowanego, w którym wszyscy są bezpośrednio poddanymi władcy, zgodnie z zasadą poddaństwa publicznego.
Prawo do rozkazywania (władzę ustawodawczą) dzierżyć miał suweren, a prawo to było – zdaniem Bodina – słuszne, sprawiedliwe, zgodne z prawem Bożym, prawem natury i prawami fundamentalnymi królestwa Francji. Odróżniał prawowitego monarchę od tyrana. Tyran, to nieprawowity władca, uzurpator, łamiący prawo boskie i naturalne. Bodin uważał, że władza pochodzi od Boga (zgodnie z koncepcjami deigracjalnymi). Ograniczał więc możliwość oporu wobec władcy.

### Państwo
Geneza państwa – państwo zdaniem Bodina powstało zwykle w wyniku gwałtu i przemocy, przez co dokonuje się legitymizacja władzy. Mogło się zdarzyć tak, że państwo narodziło się, gdy jedni ludzie dobrowolnie podporządkowali się innym. Zanim powstało państwo istniały niższe formy organizacji społeczeństwa, jak rodzina. Rodziny właśnie dały podstawę do powstania państwa. Wielość rodzin tworzyła społeczeństwo.
Mówiąc o państwie Bodin posługiwał się pojęciem „republiki”, czyli sprawiedliwego rządu nad wieloma rodzinami i tym co jest im wspólne z władzą suwerenną na czele.

### Władza
Wedle Bodina cały system społeczny opierał się na władzy (męża nad żoną, ojca nad synem, pana nad niewolnikiem). Teoretycznie więc do stworzenia państwa potrzebne jest istnienie minimum trzech rodzin. Wspólne rodzinom jest prawodawstwo (normy), wspólny skarb (dobra), obowiązki, czy wymiar sprawiedliwości (prawo sądzenia i karania). Zaś władza państwowa powinna być ograniczona prawem boskim i prawem natury.
Bodin uważał, że monarchia była najlepszą formą ustroju, gdyż władzę znajdującą się w rękach jednej osoby łatwo jest określić, wyznaczyć jej prawa i obowiązki. Zarówno demokracja, jak i arystokracja są ustrojami gorszymi. Pisał, iż demokracja to ustrój, w którym liczba głupców przewyższa liczbą mądrych, lud to „wielogłowe bydlę”. Zaś arystokracja, to rządy grupy wykształconych i bogatych, przez co rządzący, inaczej niż w demokracji, nie dążą do bogacenia się. Poza tym był zdania, że gdyby monarcha stał się tyranem, to łatwiej z nim walczyć, niż gdyby tyranami stała się grupa oligarchów.
Rząd sprawiedliwy, to taki rząd suwerena, który przestrzega praw boskich i naturalnych. Przy czym prawo naturalne, to prawo wrodzone każdemu, przez to sprawiedliwe i słuszne. Jego przejawem jest m.in. wiara w Boga, miłość wobec rodziny, szacunek dla tych, którzy nań zasługują, zemstę wobec złoczyńców i sprawiedliwość wobec wszystkich. Prawo boskie natomiast różni się od naturalnego drogą poznania. Prawo naturalne poznawalne jest drogą rozumu. Zaś prawo państwowe powinno być odzwierciedleniem prawa boskiego i naturalnego.
Z władzą wiązało się pojęcie własności, która dla Bodina była z istoty swej nietykalna.

### Prawo i sprawiedliwość
Prawo uznawał za najwyższy przejaw suwerenności – rozkaz suwerena. Powinno być słuszne i sprawiedliwe. Podjął próbę hierarchizacji norm prawa państwowego. Akty normatywne, które pochodzą od suwerena to ustawy. Natomiast wszystkie pozostałe akty, wydane na podstawie ustaw przez urzędników czy parlament to edykty. Nie było takiej dziedziny, która nie mogłaby być regulowana rozkazem suwerena. Pojęcie rozkazu miało podkreślić bezwzględną potrzebę przestrzegania aktów królewskich. Pojęcie prawa wiązało się także z pojęciem sprawiedliwości. Sprawiedliwość miała być cechą prawa.

### Kościół
W sprawach religii zalecał tolerancję. W sprawach nie dotyczących kultu religijnego i dogmatów wiary Kościół powinien podlegać państwu. Dla Bodina nie miało znaczenia, kto i jaką religię wyznaje, byle był człowiekiem religijnym. Ateizm szkodził – jego zdaniem – suwerenności władzy państwowej. Negował bowiem istnienie Boga, a przecież Bodin od władzy boskiej wyprowadzał istotę władzy monarszej. Dlatego właśnie ateiści byli dla niego potencjalnymi wrogami monarchii.

## Dzieła
- Malestroit (1568) – praca ekonomiczna, propagująca merkantylizm.
- Sześć ksiąg o Rzeczypospolitej (1576, wyd. polskie 1958).
- De la démonomanie des sorciers (O demonomanii czarowników) Jacques Du Puys, Paryż 1580. – praca o czarownicach i ich karaniu
- Heptaplomeres (1587) – praca poświęcona sprawom wiary i tolerancji religijnej, wydana po śmierci Bodina.